# Brigid Ibell

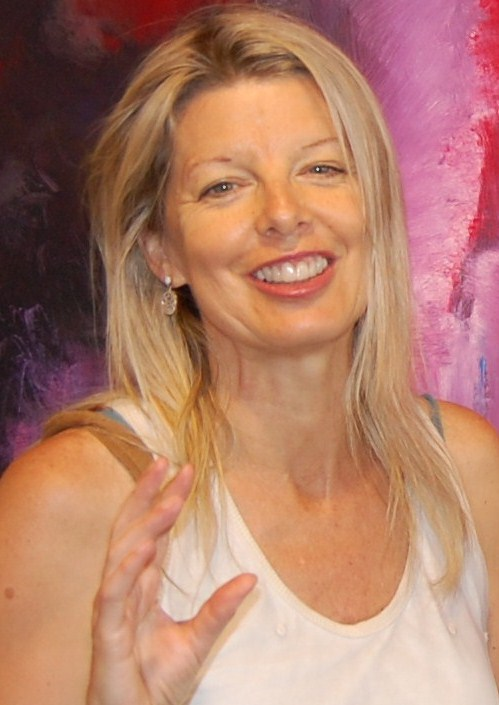
Brigid Ibell (2011)

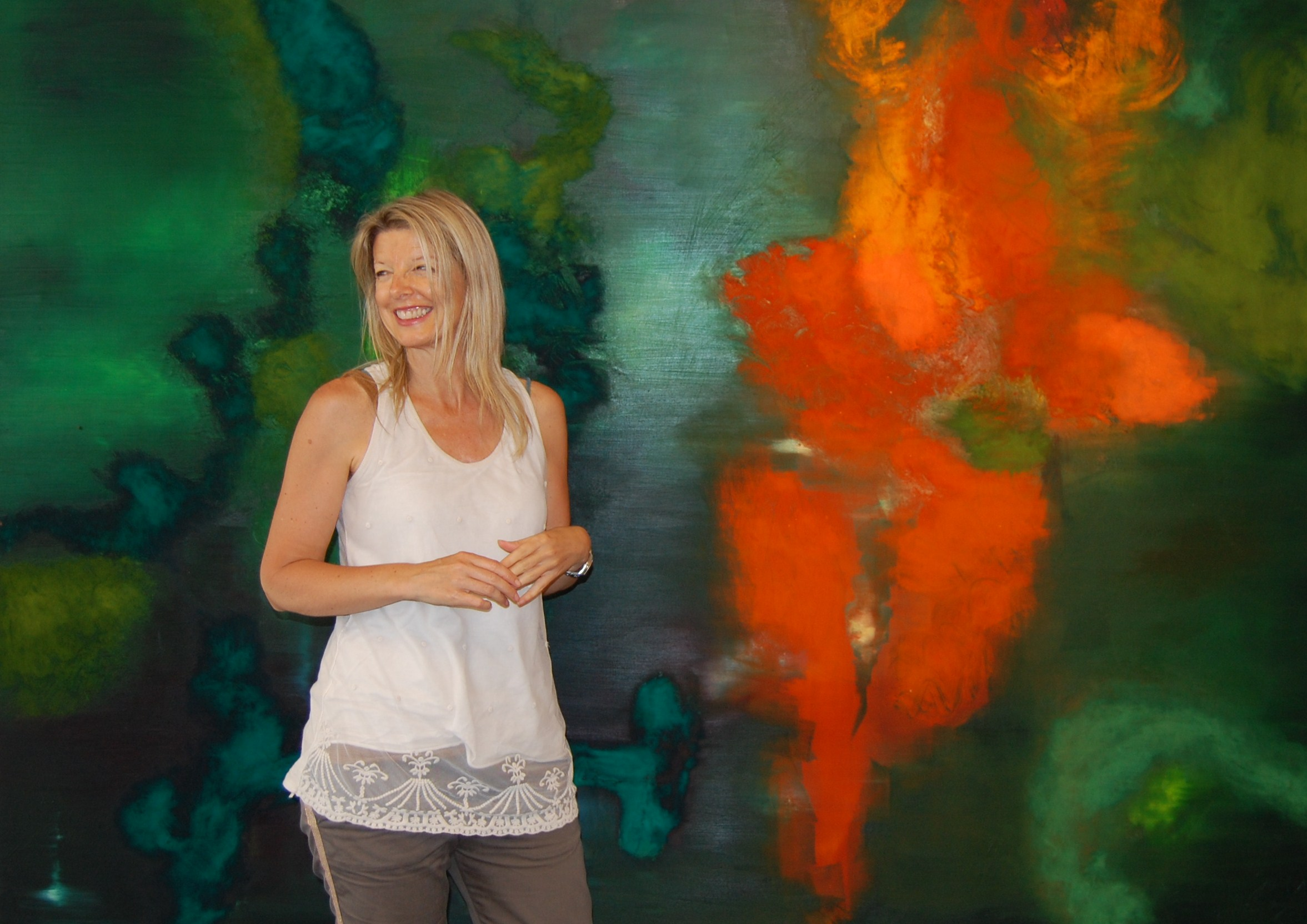
Brigid Ibell vor einem ihrer wandgroßen Gemälde

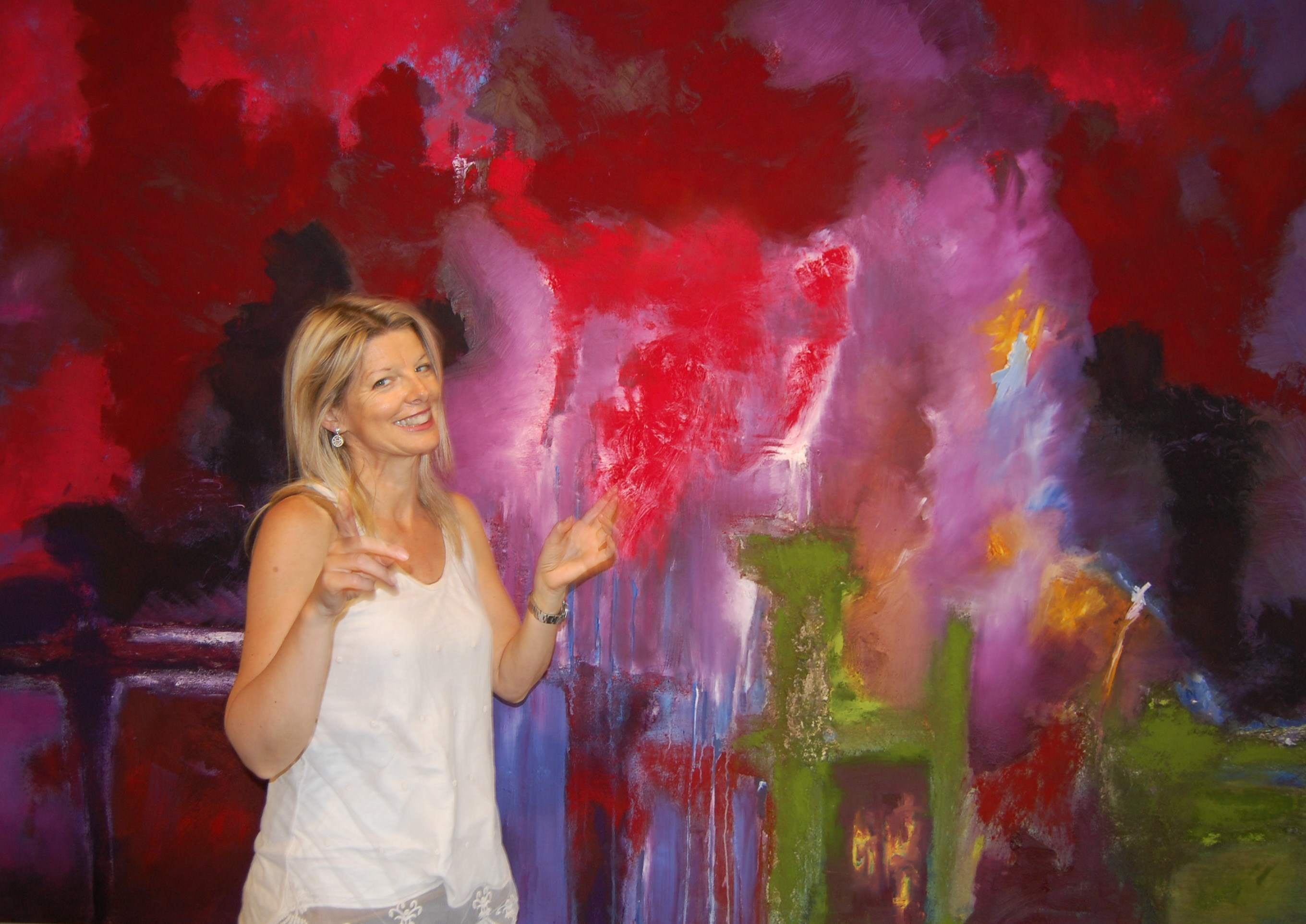
Brigid Ibell

Brigid Ibell (* 1958 in Kapstadt) ist eine südafrikanische Malerin. Sie lebt seit 1982 in Frankfurt am Main. 

## Leben
Ihren ersten Malunterricht erhielt Ibell von 1976 bis 1979 an der Michaelis School of Fine Art in Kapstadt. In den Jahren 1981 und 1982 studierte sie in Paris und anschließend in Frankfurt, wo sie seitdem hauptsächlich lebt und arbeitet, unterbrochen von einem dreijährigen Aufenthalt (1986–1989) in Italien.
Im Jahr 1993 war sie in Salzburg Meisterschülerin beim österreichischen Maler und Aktionskünstler Hermann Nitsch, Mitbegründer des Wiener Aktionismus, bei dem sie auch anschließend von 1994 bis 1996 an der Städelschule in Frankfurt studierte. Nitsch nannte es die „besondere dramatische, theatralische Kraft“, die Ibells Werke prägen.
Ibells oft wandgroßen, stark farbig-expressiven Gemälde sind überwiegend Kompositionen aus Ölfarben und reinen, oft roten Pigmenten auf Leinwand, wodurch ihre Arbeiten eine starke Farbintensität und Strahlkraft erhalten. Außerdem fertigt die Künstlerin Collagen auf handgeschöpftem Papier.
Bilder von Brigid Ibell sind in zahlreichen Sammlungen im In- und Ausland, unter anderem in der Schweiz, in Italien und Dubai zu sehen.
Seit 2000 betreibt sie ein eigenes Atelier in Frankfurt-Sachsenhausen. 
Brigid Ibell ist seit 1983 mit dem Architekten Jürgen Frauenfeld verheiratet.

## Ausstellungen (Auswahl)
- Saisonstart, Galerie Söffing, Frankfurt am Main, 2013
- Art Fair Cologne, 2013
- Dornbirn, Art Bodensee Galerie Söffing, 2012
- Galerie im Zöpfli, Luzern, 2012
- Dornbirn: Art Bodensee 2011
- Frankfurt am Main: Galerie Söffing, 2011
- Zürich: Galerie Sagi 103
- Zürich: Art International Zürich, 2006
- Kronberg im Taunus: Galerie Satyra
- Berlin: Galerie Okieh Jahr
- Nürnberg: Galerie Voigt
- Dubai: Art Source Gallery
- Bad Homburg: Cult Art2
- Mailand: Casa Decor